# یک رسوایی در پاریس
یک رسوایی در پاریس (انگلیسی: A Scandal in Paris) فیلمی در ژانر جنایی، زندگینامه‌ای، رمانتیک، درام و سرقت به کارگردانی داگلاس سیرک است که در سال ۱۹۴۶ منتشر شد.

## خلاصه فیلم
زندگی تبهکار باهوش "اوژن-فرانسوا ویدوک"، از تولدش در یک زندان فرانسوی در سال ۱۷۷۵ تا منتصب شدن به عنوان رئیس پلیس پاریس و اقدام به سرقت از بانک و ...